# Tomawa
Tomawa – wieś w Polsce, położona w województwie łódzkim, w powiecie piotrkowskim, w gminie Łęki Szlacheckie.
| SIMC    | Nazwa            | Rodzaj    |
| ------- | ---------------- | --------- |
| 0545478 | Tomawa Olszyńska | część wsi |
| 0545461 | Tomawa-Kolonia   | część wsi |
| 0545484 | Wypalenisko      | część wsi |

W latach 1975–1998 wieś administracyjnie należała do województwa piotrkowskiego.
Według Słownika geograficznego Królestwa Polskiego, w 1827 roku wieś posiadała 19 domostw i 154 mieszkańców. 